# Santuario di Fonte Colombo
Il santuario-convento di Fonte Colombo presso la città di Rieti è uno dei quattro santuari francescani che delimitano il cosiddetto Cammino di Francesco nella Valle Santa reatina, insieme al convento di Greccio, al santuario della Foresta, e al santuario di Poggio Bustone (convento di San Giacomo).
(Anonimo Reatino, Actus Beati Francisci in Valle Reatina, II, 57-60, a c. di A. Cadderi, Assisi, Edizioni Porziuncola, 1999.)
Nella parte più nascosta di un bosco di lecci secolari, sulla costa del verdissimo monte Rainero, si adagia il santuario di Fonte Colombo. Come ci dice l'Anonimo Reatino è il Sinai francescano, è, infatti, il monte scelto da Francesco per stilare la regola definitiva del suo Ordine. Qui tutto è sacro: gli edifici e il bosco stesso, perché racchiude il Sacro Speco, la grotta naturale in cui Francesco scrisse la regola del suo Ordine.

## Storia

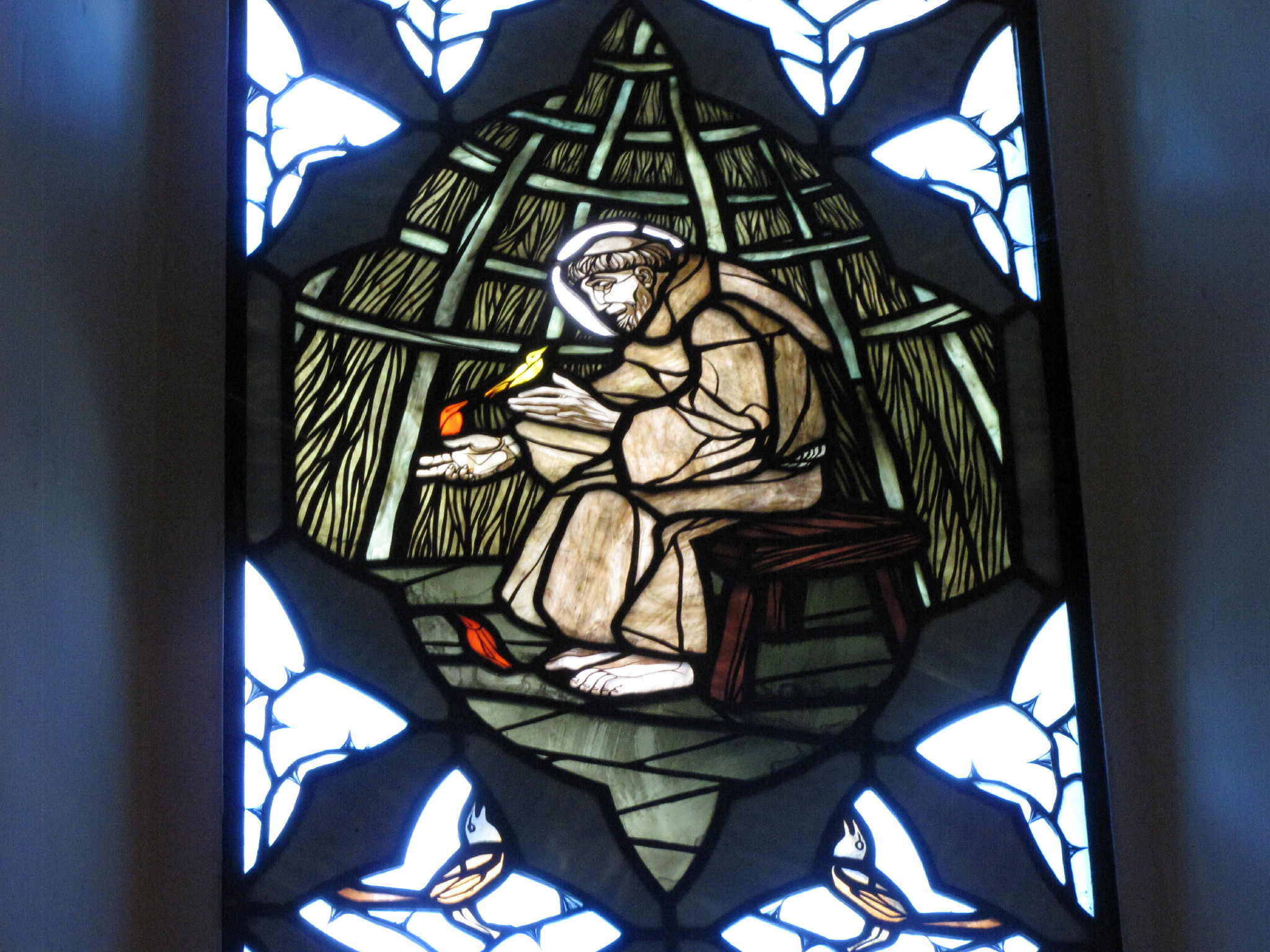
Una vetrata del santuario

I conventi, anticamente poco più di semplici rustici di pietra e legno, sono disposti come una corona sui colli che sovrastano la Piana Reatina (per questo detta anche Valle Santa) e sono tutti legati profondamente ad alcuni particolari momenti mistici della vita di Francesco d'Assisi.
Immerso in un meraviglioso bosco di lecci secolari, il santuario di Fonte Colombo si adagia su un costone del monte Rainero, a circa 549 metri s.l.m. Inizialmente punto di presidio dei benedettini dell'abbazia di Farfa, pare che il nome con cui è conosciuto gli sia stato attribuito dallo stesso Francesco, il quale salendo sul monte, vide nel bosco una fonte di acqua cristallina (che esiste tuttora) a cui si abbeveravano delle colombe bianche (Fons colombarum).
Due sono i momenti importanti della vita di san Francesco legati a questo luogo.
Il primo, tra la fine del 1222 e l'inizio del 1223, fu la redazione della regola definitiva dell'ordine, detta "regola bollata" che fu definitivamente approvata da papa Onorio III il 29 novembre 1223. Dopo aver sostato in preghiera e digiunato per quaranta giorni (questo luogo è conosciuto anche come "Sinai francescano"), san Francesco dettò a frate Leone, in presenza di frate Bonizio da Bologna, esperto in diritto canonico, la regola dell'ordine, molto più breve di quella cosiddetta "non bollata" presentata al capitolo del 1221. 
Quivi, dopo la stesura della Regola, affidata a frate Leone, mentre san Francesco pregava in disparte, alcuni frati capeggiati da frate Elia, rubarono la Regola perché non fosse presentata al Papa. Francesco, allora, dopo aver recepito le loro proteste, pregò l'intervento divino e una voce dal Cielo confermò la Regola così la protesta cessò .

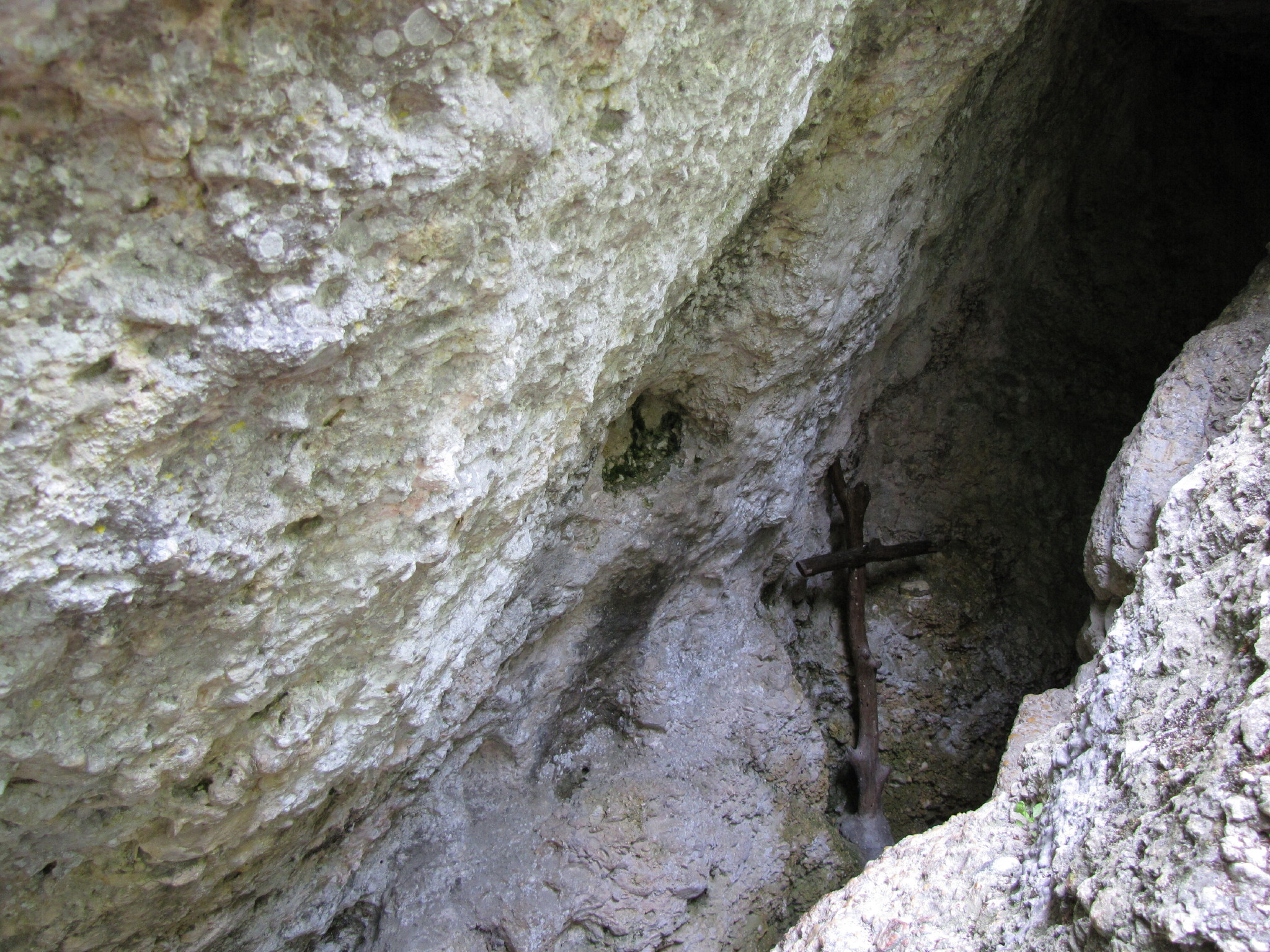
Il Sacro Speco

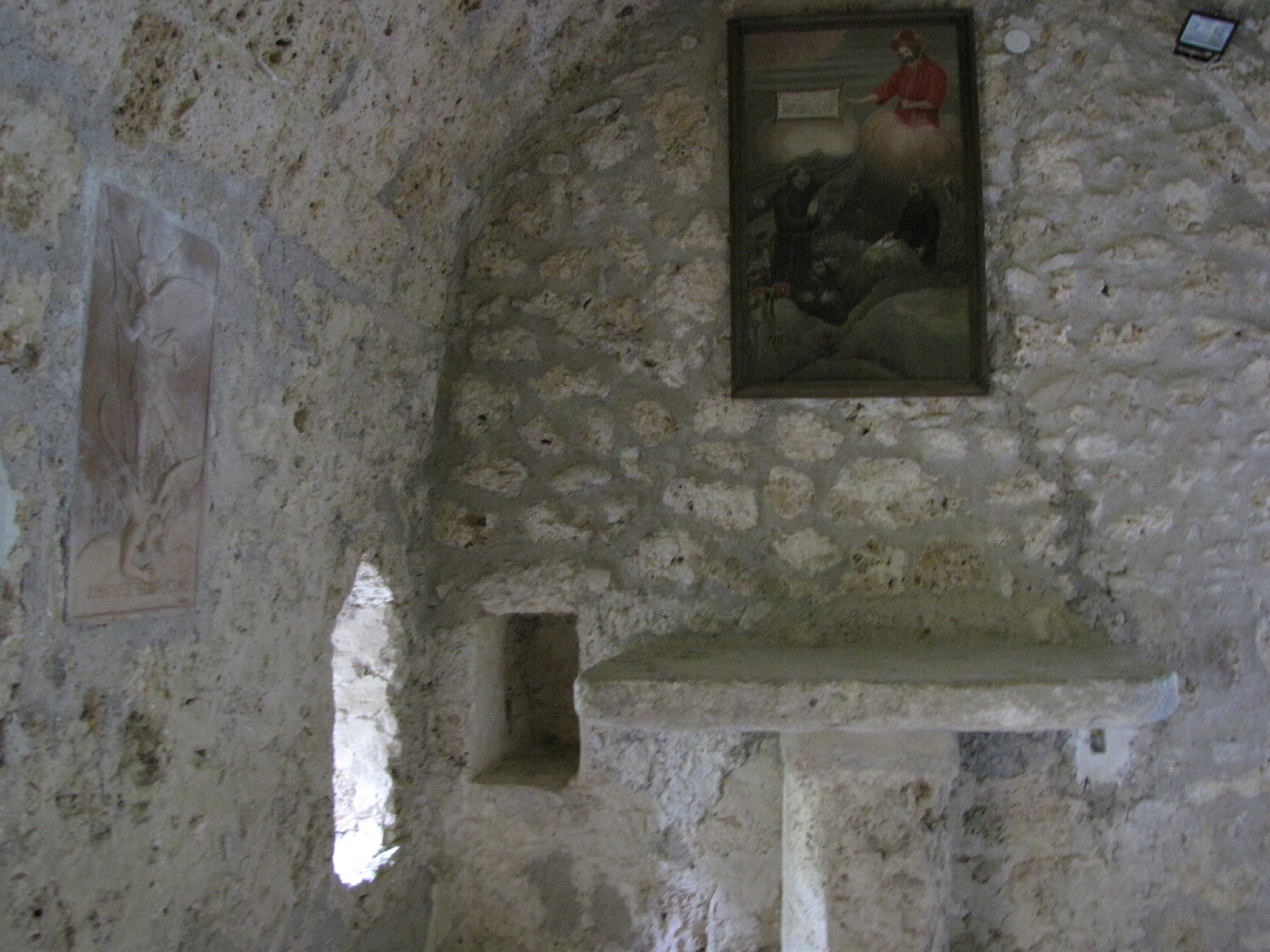
La cappella del Sacro Speco

La stesura della regola avvenne in una grotta alle pendici del monte. Sulla grotta, detta Sacro Speco, è stato poi costruito l'oratorio di San Michele, che racchiude la grotta e comprende una piccola cappella.
Il secondo momento della vita del santo testimoniato da questo luogo, è datato alla fine del 1225, un anno prima della morte, ed è legato al tentativo di guarire san Francesco dalla grave malattia agli occhi che aveva con tutta probabilità contratto in Egitto durante la quinta crociata e che lo rendeva quasi cieco.
Narrano i Fioretti (Cap. Diciannovesimo) che:
(I Fioretti di San Francesco, cap. XIX)
Narrano le fonti francescane che, di fronte all'emozione e alla fuga dei confratelli all'inizio del terribile intervento (in realtà una vera e propria tortura), san Francesco, mentre il medico scaldava il ferro, apostrofò "fratello Foco" pregandolo di mitigare la sua forza, invocandone la benevolenza e la cortesia. E il fuoco risparmiò il santo dal dolore, con grande stupore e meraviglia del medico.
Il 6 gennaio 1519 il convento venne affidato alla custodia di Bernardino d'Asti e Stefano da Molina che vi fondarono i frati minori riformati.
Nell'agosto 2024, il Santuario di Fonte Colombo è stato dichiarato sito di interesse storico-artistico. La proposta, inoltrata dalla Soprintendenza archeologia, belle arti e paesaggio per l’area metropolitana di Roma e per la provincia di Rieti, è stata accolta dalla Commissione regionale per il patrimonio culturale del Lazio del Ministero della Cultura.

## I luoghi e l'arte

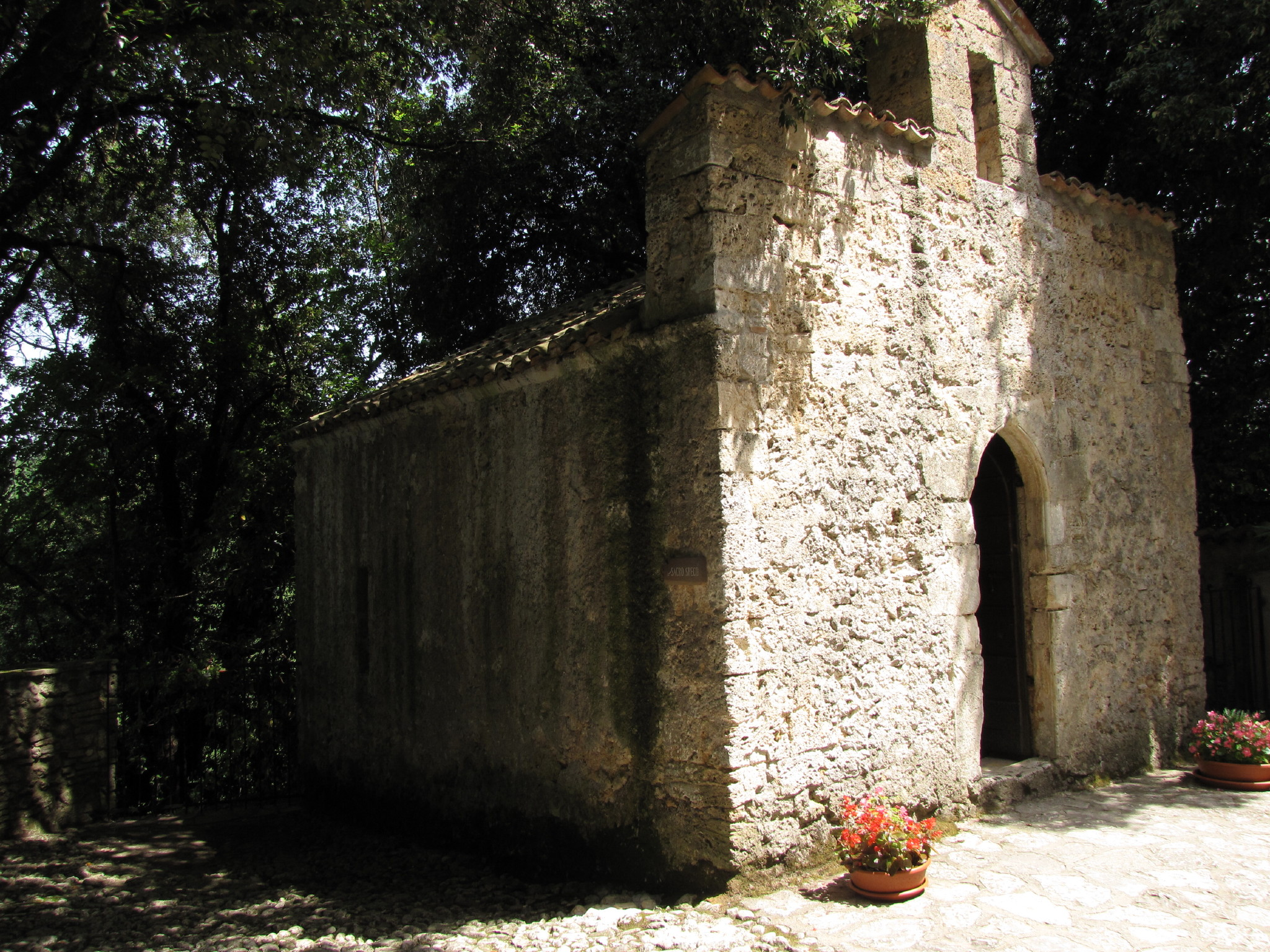
La cappella della Maddalena

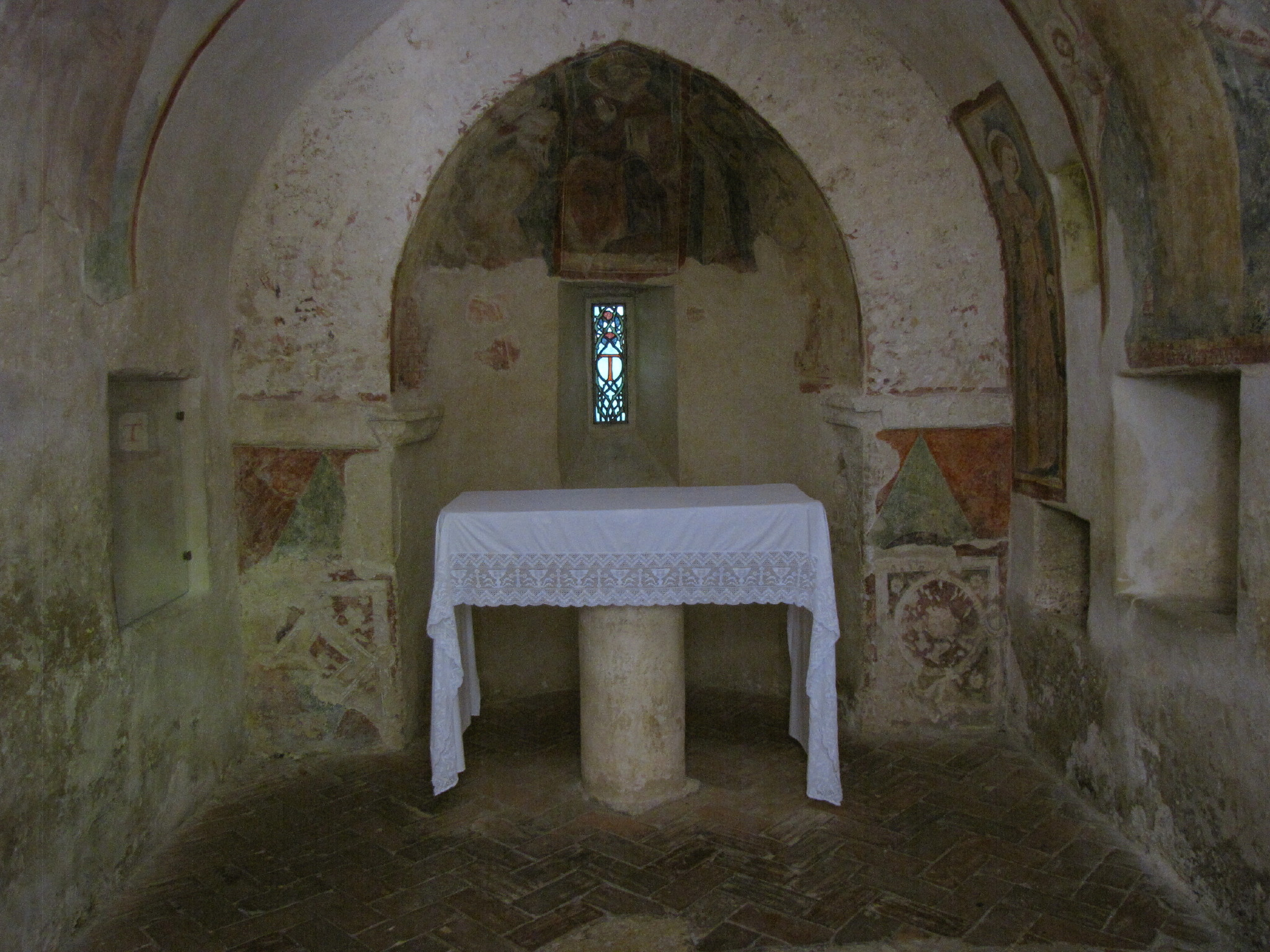
Interno della cappella

L'insediamento francescano sorse nei pressi di un castrum molto importante dal punto di vista sociale ed economico: Sant'Elia Reatino.
Le fonti francescane riferiscono con grande abbondanza di particolari gli episodi avvenuti nel Santuario, ma non ci permettono di ricavare una datazione sicura delle strutture. L'analisi architettonica permette di far risalire la cappella dedicata prima alla Vergine e poi alla Maddalena alla prima metà del XIII sec.
Un'importante descrizione del Santuario al tempo della presenza di Francesco è tramandata dal cosiddetto Anonimo Reatino, un francescano reatino che descrisse le vicende di Francesco probabilmente nei primi anni del XIV sec. L'Anonimo racconta di abitazioni fatiscenti adattate da san Francesco a residenza dei frati. Per farsi un'idea di come fossero strutturate le abitazioni si può guardare alla vecchia casa colonica unita al convento: i servizi erano dislocati al piano inferiore, mentre due celle, il refettorio e la cucina erano al piano superiore. Dopo la morte di Francesco l'edificio venne ampliato con la costruzione di altre dodici celle.
Il complesso conventuale è costituito da una piazzetta su cui si affacciano la chiesa consacrata il 19 luglio 1450 dal cardinale Nicola Cusano, vescovo di Treviri, e dedicata ai santi Francesco e Bernardino da Siena. Più in basso si trovano il romitorio di San Francesco, dove il santo subì l'operazione agli occhi, la cappella della chiesa della Beata Vergine, detta anche della Maddalena, le cui origini risalgono al XIII secolo, il Sacro Speco, già ricordato, dove il santo redasse la regola ed ebbe la visione di Cristo che la confermava.
La chiesa grande è improntata alla semplicità, pur avendo subito molti rimaneggiamenti tra cui il rifacimento del portico ultimato nel 1940.
L'interno, a navata unica, è coperto a capriate. Il coro ligneo risale al XVII sec. Lungo la parete destra si trovano due pregevoli sculture lignee del Seicento. Una raffigura la crocifissione con Francesco inginocchiato ai piedi di Cristo. Nell'altra scultura, un altorilievo, si celebra l'episodio miracoloso della conferma della regola da parte del Signore che precedette la conferma del pontefice.
La chiesa ha subito diverse trasformazioni pur non perdendo la sua originaria impronta. La prima trasformazione avvenne nel 1644 con il prolungamento del coro. Successivamente furono aperte le finestre del presbiterio e, nel 1712, fu aggiunto un nuovo ambiente alla sacrestia. Modifiche alle finestre e al rosone furono apportate nel XX sec. 
Le vetrate della chiesa, opera di Duilio Cambellotti vennero donate ai francescani nel 1925 dal celebre cantante lirico Mattia Battistini. I soggetti delle vetrate raffigurano, a partire dalla prima a destra dell'entrata: l'offerta del luogo del santuario a san Francesco; il dono del mantello da parte di Francesco alla donna di Posta; san Francesco e la visione della composizione della Regola (al centro, al di sopra del coro); l'operazione agli occhi di Francesco (a sinistra della porta di accesso); un episodio di Francesco con gli uccelli. Sopra il portale la vetrata narra gli eventi del presepe di Greccio.

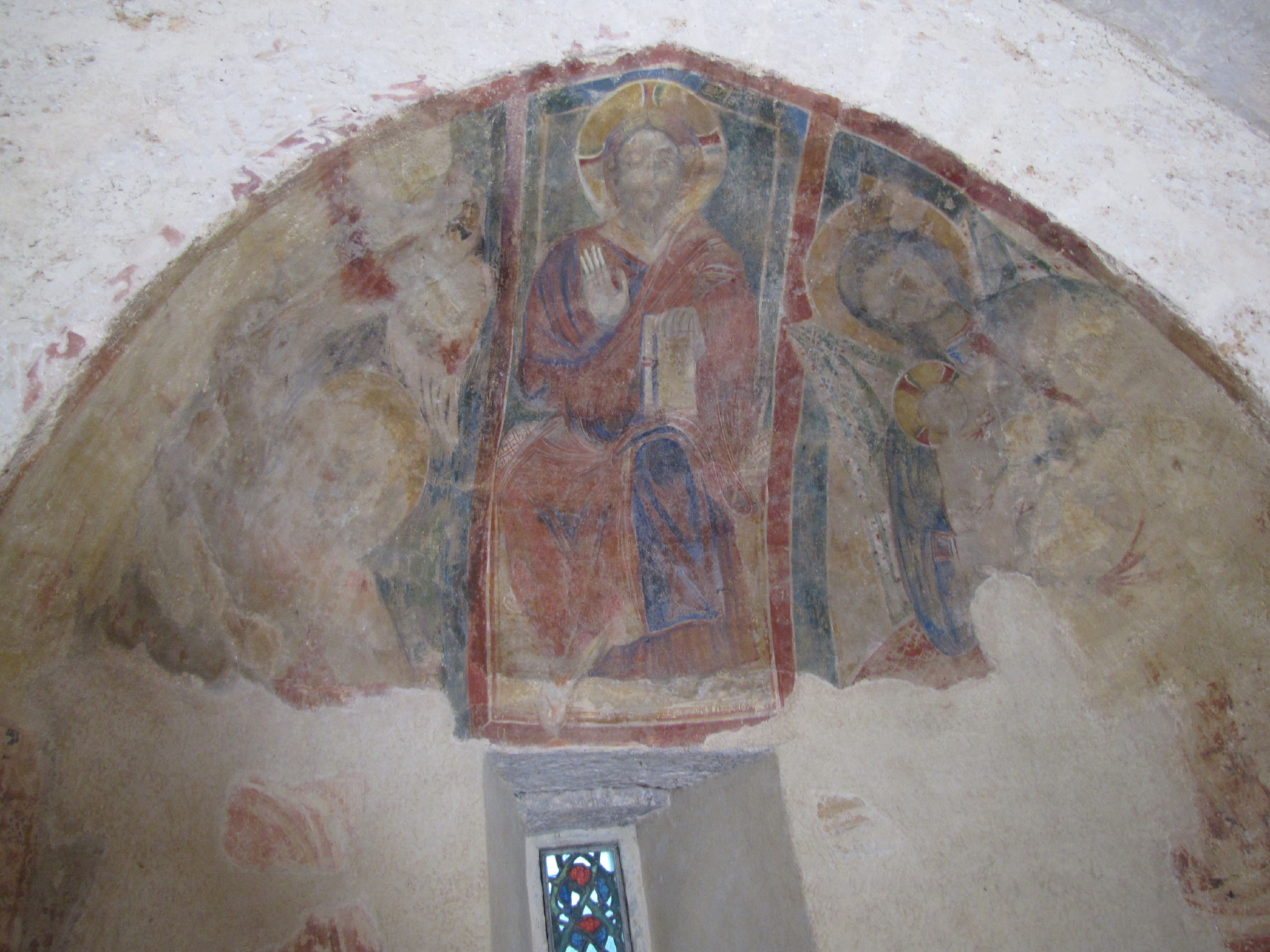
Affresco sull'abside della cappella della Maddalena

La lunetta del portale conserva un dipinto con la Madonna col Bambino e ai lati san Francesco e san Ludovico da Tolosa. Estremamente suggestivo il chiostro posto a destra della chiesa, attorno al quale si dispongono gli edifici conventuali. Durante il XV sec., fu eretto il cosiddetto Conventino che comprendeva: il dormitorio, il refettorio e la cucina. Nello stesso secolo al convento fu annessa una fabbrica di panni dove erano confezionati i sai dei frati.
Al XVI sec. risale la parte del convento denominata fortilizio, comprendente otto camere. Negli anni '80 del Seicento si costruì l'attuale foresteria e il dormitorio sovrastante. Dallo spiazzo antistante il convento si accede a un sentiero che inizia con un cancello sul quale sono riportate le parole dell'Esodo "Togliti i calzari dai piedi, poiché santa è la terra dove tu stai". Il sentiero accoglie
quattordici edicole con la Via Crucis in maiolica, opera di scuola napoletana databile al 1745. Lungo il sentiero si trovano nell'ordine: il romitorio di San Francesco, la chiesa della Beata Vergine e il Sacro Speco.
Il cosiddetto romitorio di San Francesco è stato riscoperto nel 1947 ed è rimasto sostanzialmente immutato, tranne due modifiche del XV e XVIII sec.
Segue la chiesa della Beata Vergine, detta anche della Maddalena. Gli storici che hanno studiato la struttura muraria dell'edificio hanno
rintracciato formule che rimandano ai primi decenni del XIII sec.: l'arco dell'abside a sesto acuto poggiante su mensole quadrate e gli affreschi ospitati nel catino.

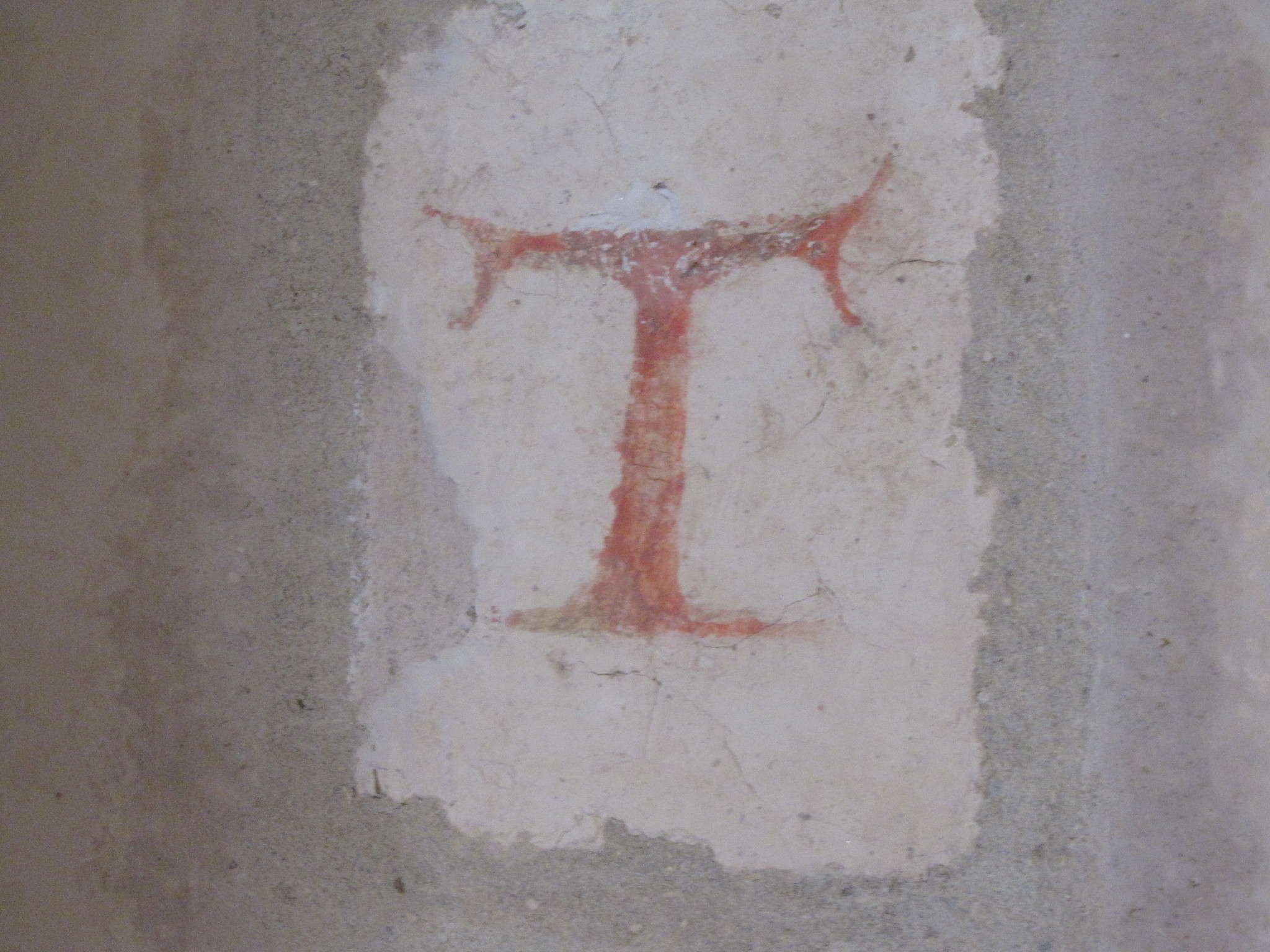
Il tau sulla parete della cappella della Maddalena

La facciata, in origine a capanna, fu modificata nel tardo Duecento. Sul coronamento orizzontale si erge la campanella, con la quale, secondo la tradizione, Francesco chiamava a raccolta i frati per la preghiera. Nella piccola abside è collocato un affresco in cattivo stato di conservazione con Cristo in trono, la Vergine col Bambino a destra e una raffigurazione quasi illeggibile a sinistra.
Lungo la parete destra vi sono due affreschi databili tra XIV e XV sec. raffiguranti una santa d'incerta identificazione, forse santa Cunegonda, e santa Maria Maddalena. L'altra parete accoglie un affresco seicentesco con santa Chiara. Durante il restauro del 1921 è venuto alla luce, in una finestrella, il disegno in rosso del Tau, che la leggenda popolare vuole della mano di Francesco stesso.
Dopo la chiesa della Maddalena si visita l'oratorio di San Michele, un ambiente a metà tra la grotta e la cappella. L'oratorio ingloba il Sacro Speco: la spaccatura nella roccia stretta e lunga che ricorda un sepolcro. Si tratta del luogo più sacro dell'eremo: tra le rocce una semplice croce in legno ricorda la presenza di san Francesco. La fenditura del Sacro Speco si sarebbe originata, secondo la tradizione popolare, con il terremoto che accompagnò la morte di Cristo. Nella grotta avvenne la sofferta redazione della regola dell'Ordine da parte di Francesco. La scrittura dovette avvenire durante la cosiddetta quaresima di san Michele, come ricorda la denominazione dell'oratorio.
Sopra la porta della cappella di San Michele si legge un'iscrizione che ricorda la visita di papa Sisto IV nel 1476. All'interno l'oratorio ospita sull'altare una raffigurazione in rame con san Francesco che riceve la regola dal Signore, opera del XVIII sec. dovuta al frate Emanuele da Como.

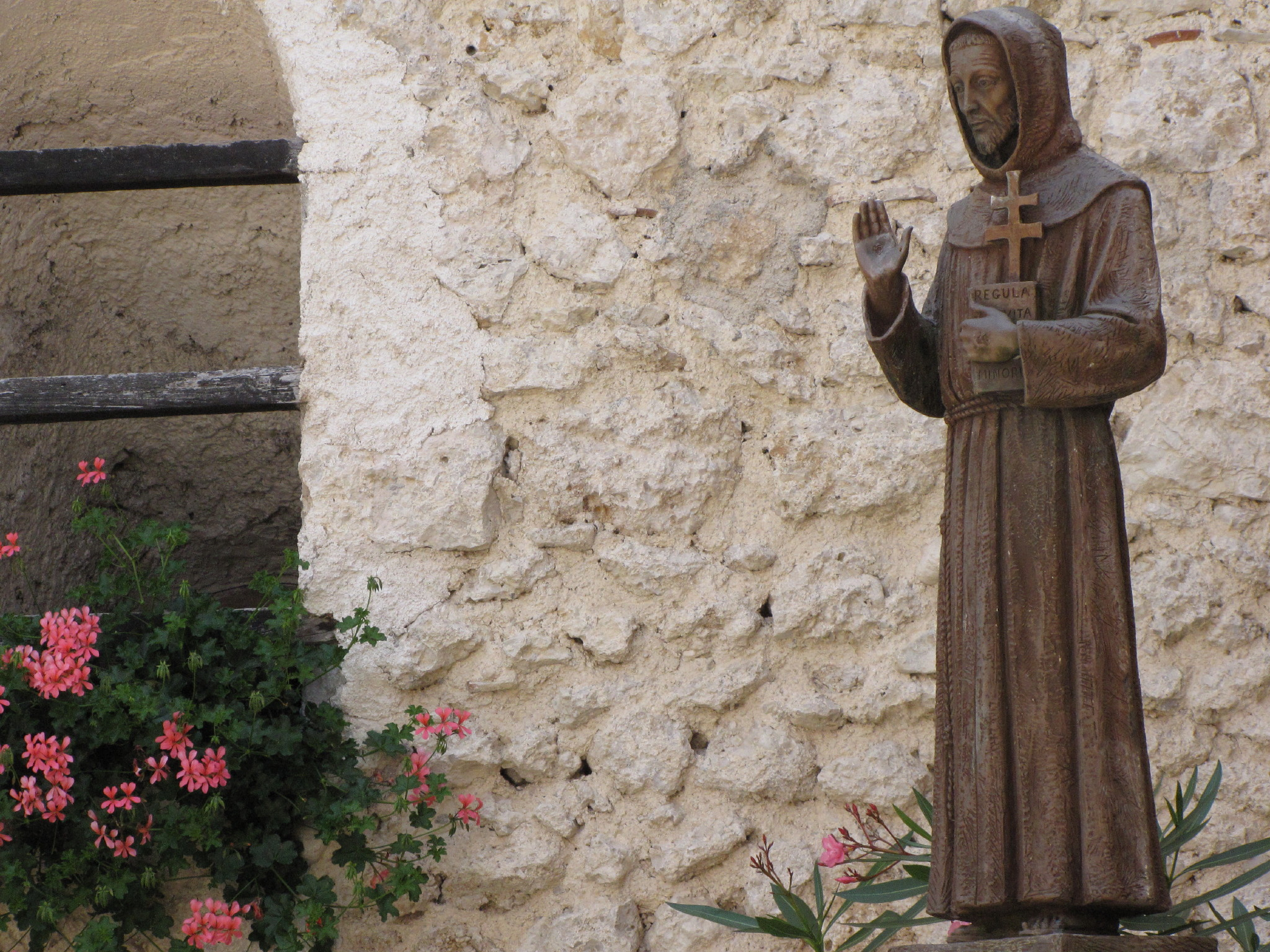
Statua del santo a Fonte Colombo

Dopo la chiesetta di San Michele si visita la grotta di frate Leone: qui secondo la tradizione, quando il Signore apparve a san Francesco per lasciargli al regola, il suo compagno alzò la testa e lasciò sulla roccia l'orma del cranio. Più avanti, protetto da un recinto, si trova il ceppo del leccio che vide l'apparizione del Signore al Poverello. L'albero cedette sotto il peso delle abbondanti nevicate dell'inverno del 1622. Il suo legno fu usato nel 1645 da Giovanni da Pisa per scolpire la scena dell'apparizione del Signore a Francesco, oggi nella chiesa grande del convento. Risalendo sullo spiazzo che precede il convento si giunge alla Fonte delle colombe, da cui il Santuario trae il nome. Si attraversa un sentiero circondato da una natura straordinaria, rimasta intatta dalla presenza di Francesco fino ad oggi. Il sentiero è punteggiato da tre cappelle: una dedicata all'Ascensione di Cristo, una a sant'Antonio di Padova, l'ultima, nei pressi della quale è la fonte, è detta cappella della Regoletta. Nelle prime due cappelle, erette nel XVIII sec., sono collocate delle formelle in terracotta con episodi della vita di Francesco svoltisi nel reatino. Nell'ultima cappella, risalente al XVII sec., sono conservate sei formelle in terracotta.